# 神保正之
神保 正之（じんぼう まさゆき）は、江戸時代の武士。毛利氏の家臣で、長州藩士。父は神保就正。

## 生涯
寛永12年（1635年）、神保就正の子として生まれ、毛利綱広、吉就、吉広、吉元の四代に仕えた。寛永21年（1644年）11月1日、秀就から「平左衛門尉」に任じられる。
元禄5年（1695年）5月29日に死去。享年78。子の正兼（八郎左衛門、左源太）が後を継いだ。